# السعادة (ريف دمشق)
السعادة قرية سوريّة تتبع إداريّاً لمحافظة ريف دمشق منطقة مركز ريف دمشق ناحية الكسوة، بلغ تعداد سكانها 463 نسمة حسب التعداد السكاني لعام 2004.